# Польская гривна
По́льская гри́вна (в польской историографии также известная как Краковская гривна (пол. Grzywna krakowska)) — денежно-весовая и денежно-счётная единица Королевства Польского, Руси и Великого княжества Литовского.
В Польше гривна впервые появилась ещё до принятия христианства. Первые достоверные сведения о её чеканке относятся ко времени княжения Мешко I в Х веке. После принятия им христианства были отчеканены монеты с изображением креста, весившие 0,31 грамм. После этого вес польской гривны увеличился в пять раз до 155,85 грамм, что связывают с необходимостью упрощения торговых отношений с Западом. Таким образом, польская гривна стала равна фунту серебра каролингской системы (367 грамм). Во второй половине XI века польская гривна стала основой денежной системы Польши, превратившись в счётную единицу и весившую половину каролингского фунта; при этом польская гривна делилась на 4 вярдунка (fertones), 24 шкойца (scoti), 240 денаров и 480 оболов (oboli). Денары чеканились и в дальнейшем, но уже более тонкие; иногда чеканили оболы или полуденары. Денары делились на шкойцы, вярдунки и гривны, причем гривна денег становилась всё более легковесной, поскольку уменьшался вес денара. Качество серебра постепенно ухудшалось из-за порчи монеты королями Польши; в XII и XIII веках количество примесей в серебре колебалось от 6 до 38 %. В результате гривна чистого серебра соответствовала всё большему количеству денаров; в XIII веке она равнялась уже 1 400 и более денарам (вместо прежних 240).